# NGC 6507
NGC 6507 је расејано звездано јато у сазвежђу Стрелац које се налази на NGC листи објеката дубоког неба.
Деклинација објекта је - 17° 27' 0" а ректасцензија 17h 59m 50,0s. Привидна величина (магнитуда) објекта NGC 6507 износи 14,6 а фотографска магнитуда 9,6. NGC 6507 је још познат и под ознакама OCL 32.